# Liste des élections générales manitobaines
Ceci est un sommaire des résultats des élections générales du Manitoba depuis la création de cette province canadienne en 1870. Ne sont inclus dans ces tableaux que les partis et candidats ayant été représentés à l'Assemblée législative du Manitoba.

## 1870 à 1899
Avant l'élection de 1903, le gouvernement du Manitoba fonctionne sur un modèle de consensus et les appartenances partisanes, quoiqu'en existence, ne sont pas reconnus. Il n'est donc pas possible de présenter les résultats des élections par tableaux. Toutefois, des élections se déroulent dans la province dès sa création en 1870.
| - Élection générale manitobaine de 1870 - Élection générale manitobaine de 1874 - Élection générale manitobaine de 1878 - Élection générale manitobaine de 1879 - Élection générale manitobaine de 1883 | - Élection générale manitobaine de 1886 - Élection générale manitobaine de 1888 - Élection générale manitobaine de 1892 - Élection générale manitobaine de 1896 - Élection générale manitobaine de 1899 |

## 1900 à 1919
| Parti        | Parti             | 1903   | 1903     | 1907   | 1907     | 1910   | 1910     | 1914   | 1914     | 1915   | 1915     |
| ------------ | ----------------- | ------ | -------- | ------ | -------- | ------ | -------- | ------ | -------- | ------ | -------- |
| Parti        | Parti             | Sièges | Voix (%) | Sièges | Voix (%) | Sièges | Voix (%) | Sièges | Voix (%) | Sièges | Voix (%) |
|              | Conservateur      | 321    | 50,59    | 28     |          | 28     |          | 28     |          | 5      | 33,0     |
|              | Libéral           | 8      | 44,60    | 13     |          | 13     |          | 20     |          | 40     | 55,1     |
|              | Autre/Indépendant | -      | -        | -      | -        | -      | -        | 1      |          | 2²     | 11,9     |
| Total sièges | Total sièges      | 40     | 40       | 41     | 41       | 41     | 41       | 49     | 49       | 47     | 47       |

1 Inclut 1 libéral-conservateur. Ce nom était utilisé par certains membres du Parti conservateur dans les premières années après la confédération canadienne.
² 1 social-démocrate, 1 indépendant

## 1920 à 1939
| Parti        | Parti                        | 1920   | 1920     | 1922   | 1922     | 1927   | 1927     | 1932   | 1932     | 1936   | 1936     |
| ------------ | ---------------------------- | ------ | -------- | ------ | -------- | ------ | -------- | ------ | -------- | ------ | -------- |
| Parti        | Parti                        | Sièges | Voix (%) | Sièges | Voix (%) | Sièges | Voix (%) | Sièges | Voix (%) | Sièges | Voix (%) |
|              | United Farmers/Progressiste1 | 12     | 14,1     | 28     | 32,8     | 29     | 32,4     | -²     | ²        | -²     | -²       |
|              | Libéral(-progressiste)²      | 21     | 35,1     | 8      | 33,2     | 7      | 20,7     | 38     | 39,6     | 23     | 35,3     |
|              | Conservateur                 | 8      | 18,5     | 7      | 15,5     | 15     | 27,2     | 10     | 35,4     | 16     | 27,8     |
|              | Socialiste/Ouvrier/CCF       | 10³    | 20,5     | 64     | 15,9     | 34     | 10,5     | 54     | 16,5     | 75     | 12,0     |
|              | Crédit social                | -      | -        | -      | -        | -      | -        | -      | -        | 5      | 9,0      |
|              | Autre/Indépendant            | 46     | 2,6      | 6      | 2,6      | 1      |          | 2      |          | 47     |          |
| Total sièges | Total sièges                 | 55     | 55       | 55     | 55       | 55     | 55       | 55     | 55       | 55     | 55       |

1 Les députés affiliés aux United Farmers of Manitoba deviennent le Parti progressiste du Manitoba après l'élection de 1922
² Le Parti libéral et le Parti progressiste forment une coalition pour participer aux élections à partir de l'élection de 1932
³ 9 ouvriers, 1 socialiste
4 Parti ouvrier indépendant
5 Coalition réunissant le Parti ouvrier indépendant et la Co-operative Commonwealth Federation
6 3 indépendants, 1 social-démocrate
7 3 indépendants, 1 communiste

## 1940 à 1959
| Parti        | Parti                      | 1941   | 1941     | 1945   | 1945     | 1949   | 1949     | 1953   | 1953     | 1958   | 1958     | 1959   | 1959     |
| ------------ | -------------------------- | ------ | -------- | ------ | -------- | ------ | -------- | ------ | -------- | ------ | -------- | ------ | -------- |
| Parti        | Parti                      | Sièges | Voix (%) | Sièges | Voix (%) | Sièges | Voix (%) | Sièges | Voix (%) | Sièges | Voix (%) | Sièges | Voix (%) |
|              | Libéral-progressiste       | 27     | 35,1     | 25     | 32,2     | 31     | 38,7     | 351    | 44,05    | 19     | 34,7     | 11     | 30,0     |
|              | Progressiste-conservateur² | 15³    | 19,9     | 13     | 15,9     | 9      | 19,1     | 12     | 21,03    | 26     | 40,6     | 36     | 46,3     |
|              | Co-operative Commonwealth  | 3      | 17,0     | 9      | 33,8     | 7      | 25,6     | 5      | 16,56    | 11     | 20,0     | 10     | 21,9     |
|              | Crédit social              | 3      | 7,1      | 2      | 2,0      | -4     | -4       | 2      | 13,36    | -      | 1,8      | -      | -        |
|              | Ouvrier progressiste       | -      | -        | 1      | 4,8      | 1      |          | 1      | 1,42     | -      | -        | -      | -        |
|              | Autre/Indépendant          | 7      |          | 5      |          | 9      |          | 2      | 3,58     | 1      |          | -      | -        |
| Total sièges | Total sièges               | 57     | 57       | 57     | 57       | 57     | 57       | 57     | 57       | 57     | 57       | 57     | 57       |

1 32 libéraux-progressistes et 3 libéraux-progressistes indépendants
² Le Parti conservateur du Manitoba devient le Parti progressiste-conservateur du Manitoba en 1946 pour se conformer au Parti progressiste-conservateur fédéral.
³ 12 conservateurs, 3 conservateurs anti-coalition
4 Le Parti Crédit social ne participe pas à l'élection de 1949

## 1960 à 1979
| Parti        | Parti                     | 1962   | 1962     | 1966   | 1966     | 1969   | 1969     | 1973   | 1973     | 1977   | 1977     |
| ------------ | ------------------------- | ------ | -------- | ------ | -------- | ------ | -------- | ------ | -------- | ------ | -------- |
| Parti        | Parti                     | Sièges | Voix (%) | Sièges | Voix (%) | Sièges | Voix (%) | Sièges | Voix (%) | Sièges | Voix (%) |
|              | Progressiste-conservateur | 36     | 44,7     | 31     | 39,7     | 22     | 35,4     | 21     | 36,5     | 33     | 48,6     |
|              | NPD                       | 7      | 15,2     | 11     | 23,0     | 28     | 38,1     | 31     | 42,1     | 23     | 38,5     |
|              | Libéral                   | 13     | 36,1     | 14     | 32,9     | 5      | 23,9     | 5      | 18,9     | 1      | 12,3     |
|              | Crédit social             | 1      | 2,5      | 1      | 3,5      | 1      | 1,4      | -      |          | -      |          |
|              | Indépendant               | -      | -        | -      | -        | 1      |          | -      | -        | -      | -        |
| Total sièges | Total sièges              | 57     | 57       | 57     | 57       | 57     | 57       | 57     | 57       | 57     | 57       |

## 1980 à 1999
| Parti        | Parti                     | 1981   | 1981     | 1986   | 1986     | 1988   | 1988     | 1990   | 1990     | 1995   | 1995     | 1999   | 1999     |
| ------------ | ------------------------- | ------ | -------- | ------ | -------- | ------ | -------- | ------ | -------- | ------ | -------- | ------ | -------- |
| Parti        | Parti                     | Sièges | Voix (%) | Sièges | Voix (%) | Sièges | Voix (%) | Sièges | Voix (%) | Sièges | Voix (%) | Sièges | Voix (%) |
|              | Progressiste-conservateur | 23     | 43,7     | 26     | 40,4     | 25     | 38,3     | 30     | 41,9     | 31     | 42,7     | 24     | 40,84    |
|              | NPD                       | 34     | 47,2     | 30     | 41,3     | 12     | 23,6     | 20     | 28,7     | 23     | 32,7     | 32     | 44,51    |
|              | Libéral                   | -      | 6,7      | 1      | 13,8     | 20     | 35,4     | 7      | 28,1     | 3      | 23,6     | 1      | 13,40    |
| Total sièges | Total sièges              | 57     | 57       | 57     | 57       | 57     | 57       | 57     | 57       | 57     | 57       | 57     | 57       |

## Depuis 2000
| Parti        | Parti                     | 2003   | 2003     | 2007   | 2007     | 2011   | 2011     | 2016   | 2016     | 2019   | 2019     | 2023   | 2023     |
| ------------ | ------------------------- | ------ | -------- | ------ | -------- | ------ | -------- | ------ | -------- | ------ | -------- | ------ | -------- |
| Parti        | Parti                     | Sièges | Voix (%) | Sièges | Voix (%) | Sièges | Voix (%) | Sièges | Voix (%) | Sièges | Voix (%) | Sièges | Voix (%) |
|              | NPD                       | 35     | 49,47    | 36     | 47,73    | 37     | 46,00    | 13     | 25,74    | 18     | 31,40    | 34     | 45,65    |
|              | Progressiste-conservateur | 20     | 36,19    | 19     | 38,20    | 19     | 43,86    | 41     | 53,20    | 36     | 47,10    | 22     | 41,72    |
|              | Libéral                   | 2      | 13,19    | 2      | 12,36    | 1      | 7,8      | 3      | 14,24    | 3      | 14,50    | 1      | 10,75    |
| Total sièges | Total sièges              | 57     | 57       | 57     | 57       | 57     | 57       | 57     | 57       | 57     | 57       | 57     | 57       |